# Hōkō-ji (Kyoto)
Pour les articles homonymes, voir Hōkō-ji.

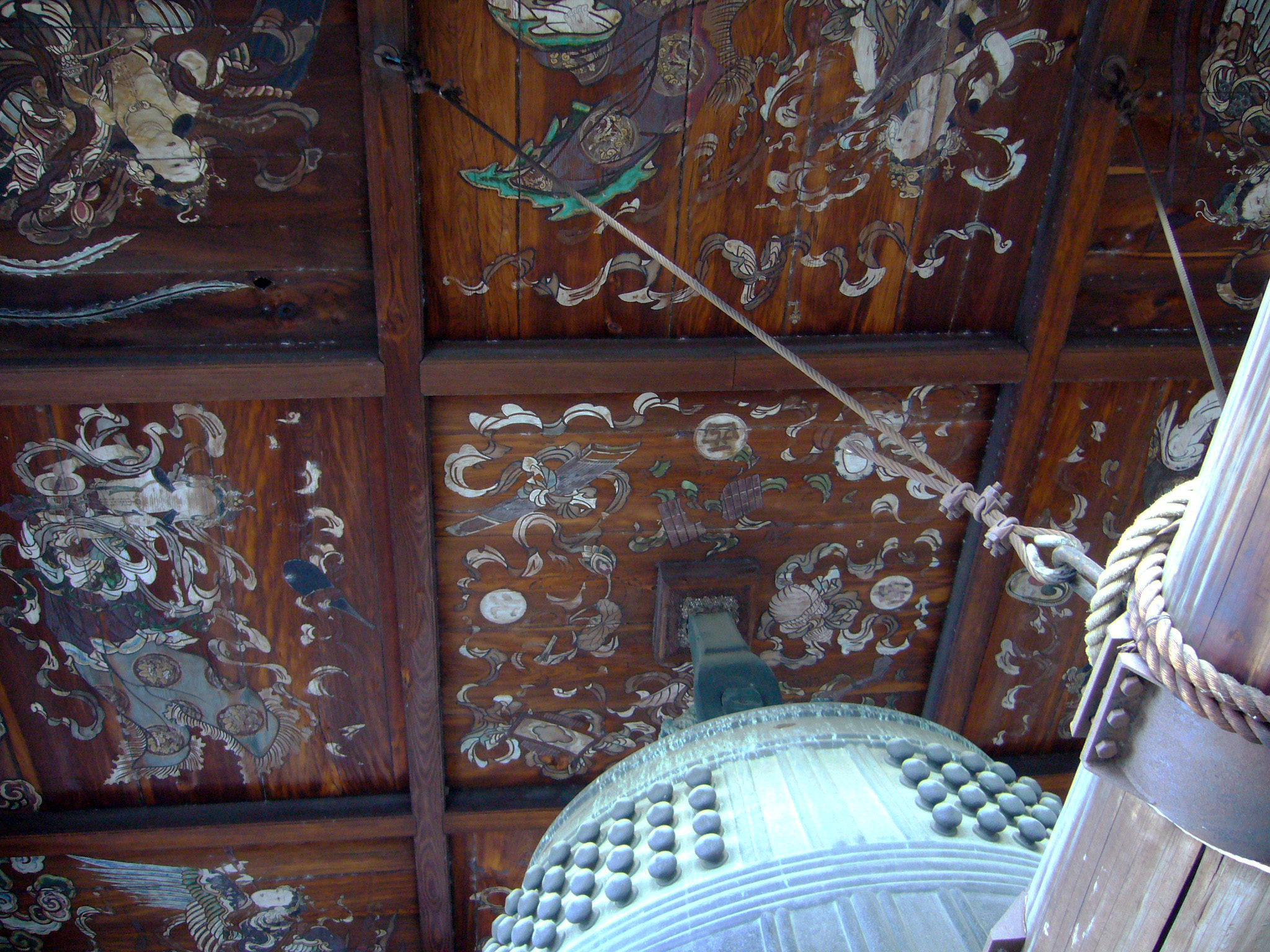
Peintures du plafond du clocher.

Le Hōkō-ji (方広寺) est un temple bouddhiste à Kyoto (Higashiyama-ku) au Japon, datant du XVIe siècle. Toyotomi Hideyoshi décide que la capitale doit avoir un temple Daibutsu qui surpassera celui de Nara. Il passe pour s'être vanté dès le début qu'il terminerait la construction dans la moitié du temps qu'il a fallu à l'empereur Shōmu pour terminer le Grand Bouddha de Nara. Le projet sous le règne de l'empereur Shomū prend dix ans. Hideyoshi termine la première phase de son projet en seulement trois ans. Les architectes de cet édifice sont Nakamura Masakiyo et Heinouchi Yoshimasa.

## Histoire
- Ère Tenshō 14, 10e mois (1586) : avec l'approbation de l'empereur Go-Yōzei, Hideyoshi ordonne des enquêtes foncières alors qu'il s'apprête à commencer la construction d'un Daibutsu-ji à Heian-kyō[3].
- Tenshō 16 (1588) : la construction du temple commence[4] et le chantier progresse dans une zone où se trouve à présent le musée national de Kyoto. Construit en Tensho 16 (1588), cette structure de pierre possédait autrefois un toit de tuiles et des murs de boue, avec des piliers marquant les murs de l'espace central du daibutsu-den[5],[6].
- Tenshō 16 (1588) : l'édit chasse/épée de Hideyoshi exige que toutes les armes doivent être abandonnées par les non-samouraïs, y compris les longues épées, les épées courtes, les arcs, les lances et les armes à feu ; et l'édit a expliqué que le métal devait être fondu en clous et pinces afin d'être utilisés dans la création d'une grande statue de Bouddha au Hōkō-ji, gagnant ainsi le mérite dans cette vie et dans la prochaine[7].
- Tenshō 17, 10e mois (1589) : le prêtre Kokei du Daitoku-ji est nommé fondateur du nouveau temple et Shōkōin-no-Miya Kōi Hōshinnō dirige la cérémonie d'inauguration en présence de mille prêtres[8].
- Ère Bunroku 4 (1595) : Hideyoshi convoque un millier de prêtres de huit sectes bouddhistes à un service de masse au Hōkō-ji en l'honneur de ses ancêtres ; les prêtres de la secte Nichiren refusent de participer[9].

- Bunroku 5 (14 août 1596) : Un tremblement de terre détruit à la fois l'image du Bouddha et le daibutsu-den terminé[8].

- Ère Keichō 3 (17 septembre 1598) : les travaux commencent pour remplacer la structure temporaire construite après le tremblement de terre Bunroku, et la statue de Bouddha empruntée est retourné au Zenkō-ji tandis que débute la reconstruction d'une nouvelle grande statue du Bouddha. Mais ce chantier s'interrompt le mois suivant à la mort de Hideyoshi à l'âge de 63 ans le 18e jour du 8e mois de Keichō 3[10].
- Keichō 7 (15 janvier 1602) : un incendie au complexe du temple est provoqué par des ouvriers négligents et la grande image du Bouddha et le bâtiment abritant la statue, le daibutsu-den, sont tous deux consumés par les flammes[11].

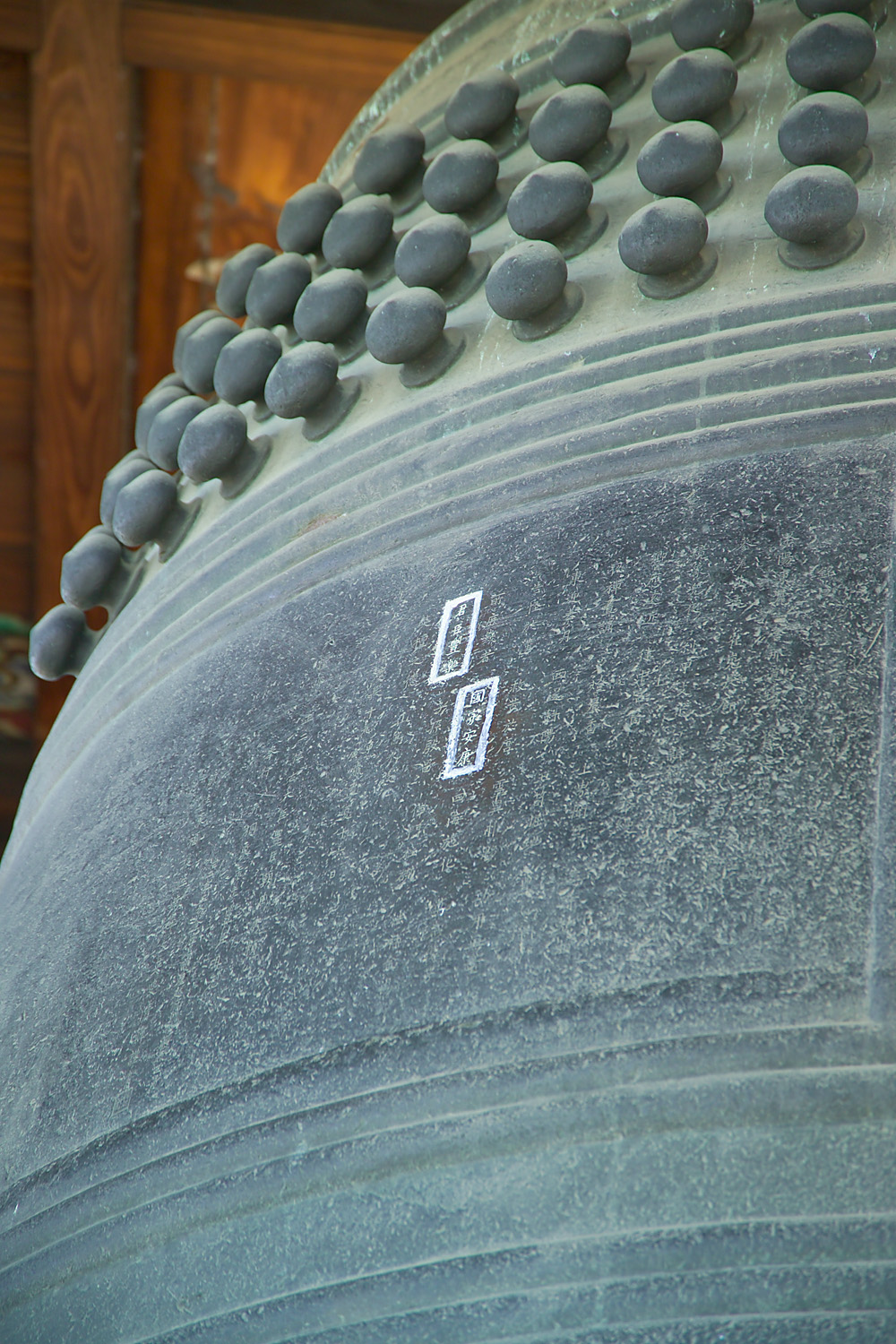
Cloche du Hōkō-ji.

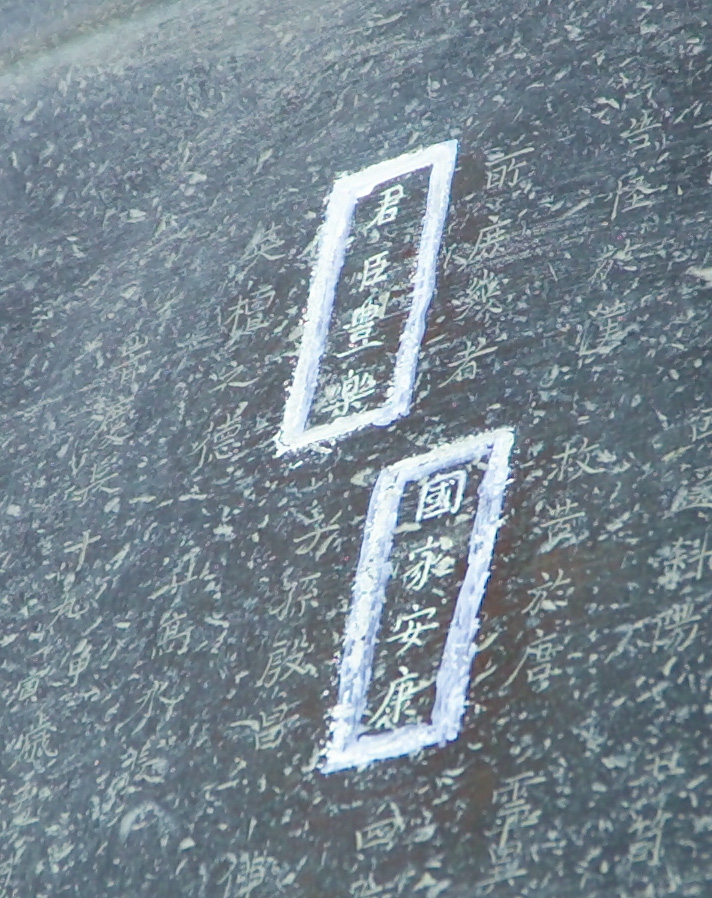
Inscription sur la cloche du Hōkō-ji.

- Keichō 15 (15 novembre 1610): Toyotomi Hideyori décide de parrainer les travaux entrepris pour reconstruire le Hōkō-ji conformément aux plans que son père a soutenu et ceci inclut de recréer la grande statue de Bouddha en bronze pour remplacer la statue en bois qui a brûlé. À cette époque, Hideyori décide également de commander une grande cloche en bronze[12].
- Keichō 19 (24 août 1614) : une nouvelle cloche de bronze pour le Hōkō-ji est fondue avec succès[13],[14] et des cérémonies de commémoration sont organisées, mais à la dernière minute, Ieyasu interdit la tenue des cérémonies.

[L]a tablette au-dessus du Daibatsu-den et la cloche portent l'inscription Anko Kokka (ce qui signifie « le pays et le foyer, paix et tranquillité »), ce dont Ieyasu Tokugawa affecte de prendre ombrage, alléguant que cela est conçu comme une malédiction sur lui parce que le caractère 安 (an, « paix ») est placé entre les deux caractères composant son propre nom 家康 (ka-kō, « tranquillité du foyer ») [suggérant subtilement peut-être que la paix ne peut être atteinte que par le démembrement de Ieyasu ?]… Cet incident de l'inscription est, bien sûr, un simple prétexte, mais Ieyasu se rend compte qu'il ne peut pas profiter du pouvoir qu'il a usurpé tant que vit Hideyori et, par conséquent, bien que ce dernier envoie plus d'une fois son kerei Katagiri Kastumoto au château de Sunpu avec force excuses, Ieyasu refuse d'être apaisé.
- Ère Kanbun 2 (16 juin 1662) : un tremblement de terre détruit le temple, la grande statue et le daibutsu-den et certains récits rapportent que le shogun Ietsuna utilise le métal pour fondre des sen (pièces de monnaie)[16].
- Kanbun 4-7 (1664-1667) : la reconstruction et les réparations sont accomplies et une statue en bois doré remplace la statue de bronze détruite[16]. Un dessin fait par Engelbert Kaempfer après sa visite du Hōkō-ji en 1691 est la première image d'un daibutsu japonais jamais publiée en Occident.

- Ère An'ei 4 (5 septembre 1775) : la foudre frappe l'Hōkō-ji, mais les incendies sont rapidement maîtrisés et les dégâts légers[16].

- Ère Kansei 10 (12 août 1798) : la foudre frappe encore et le daibutsu-den est entièrement brûlé avec d'autres bâtiments à proximité, mais au lieu d'une reconstruction, une petite image en or conservée dans le sourcil de la vieille statue du Bouddha est sauvée et devient l'image centrale du Hōkō-ji endommagé. La structure dans laquelle cette petite statue est exposée sur le site se trouve approximativement au musée de la Maison impériale de Kyoto[16]Voir une vue du mur de pierre sous lequel se trouvait une partie des fondations originales du Hōkō-ji de l'ère Keichō 16 (1588).

- Ère Kyōwa gannen ou Kyōwa 1 (1801) : une image d'un dixième de la taille du Daibutsu de Hideyoshi est présentée et installée dans le daibutsu-den temporaire[17].

- Ère Tenpō 15 (1845) : un homme riche de la province d'Owari offre une gigantesque figure en bois qui est exposée jusqu'à la destruction par un incendie de l'image du Bouddha et du daibutsu-den reconstruit à la fin du XXe siècle[17]Voir la photo ancienne de la cloche du Hōkō-ji avec une vue du daibutsu-den.

- Ère Meiji 3 (1870) : les terres du Hōkō-ji sont subdivisées ; la partie sud est allouée au Kyōmei-gū et une partie de la partie centrale sert à la reconstruction du Hōkoku-jinja au cours de l'ère Meiji, avec pour conséquence que la taille de ce temple est très réduite[17].
- Meiji 3 (1870) : le shōrō (beffroi) du Hōkō-ji, ajouté en 1614, est démoli et reconstruit sur un emplacement proche. La cloche de plusieurs tonnes ne fait pas partie de la construction d'origine, mais au fil du temps, est devenue irrémédiablement liée à l'histoire du Hōkō-ji[18].

### Sources
- Richard A. B. Ponsonby-Fane, Kyoto: The Old Capital of Japan, 794-1869, Kyoto, The Ponsonby Memorial Society, 1956.
- Isaac Titsingh [Siyun-sai Rin-siyo/Hayashi Gahō (1652)], Nipon o daï itsi ran ; ou Annales des empereurs du Japon, Paris, Royal Asiatic Society|Oriental Translation Fund of Great Britain and Ireland, 1834.